# Элафитские острова

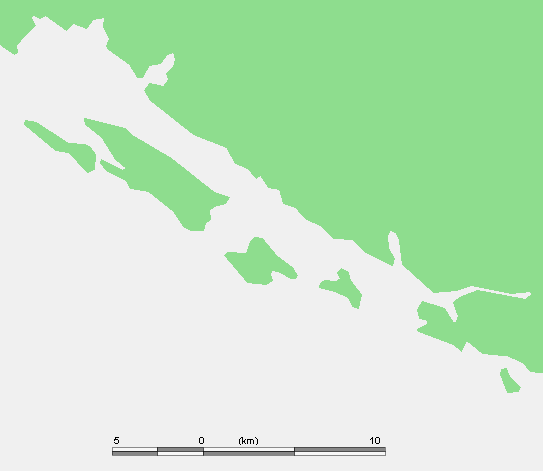
Элафитские острова

Элафитские острова (хорв. Elafitski otoci) — группа островов, расположенная в Адриатическом море, к северо-западу от Дубровника. Принадлежат Хорватии, административно относятся в Дубровницко-Неретванской жупании. Название островов происходит от греческого elafos — олень. Первым учёным, упомянувшим Элафитские острова, был Плиний Старший («Естественная история»).
Площадь всех островов, входящих в группу составляет менее, чем 30 км², а численность населения — 999 человек (2001).

## Перечень островов

### Крупные острова
- Шипан (хорв. Šipan) — крупнейший и наиболее заселённый остров
- Лопуд (хорв. Lopud)
- Колочеп (хорв. Koločep)

### Малые острова
- Дакса (хорв. Daksa)
- Святого Андрея (хорв. Sv. Andrija)
- Руда (хорв. Ruda)
- Мишняк (хорв. Mišnjak)
- Яклян (хорв. Jakljan)
- Космеч (хорв. Kosmeč)
- Голеч (хорв. Goleč)
- Црквина (хорв. Crkvina)
- Таян (хорв. Tajan)
- Олипа (хорв. Olipa) — самый западный остров

### Прочее
Остров Локрум также иногда относят к Элафитским островам.